# MAG Varna
Il MAG Footbal Club Varna è una società bulgara di calcio a 5 con sede a Varna. 

## Storia
Fondata nel 1997 con il nome di Delfini Varna, la società ha cambiato denominazione in MAG Varna sei anni più tardi. Ha partecipato a tutte le edizioni del Campionato bulgaro di calcio a 5 vincendo le prime due. Nonostante ne avesse diritto, il MAG non ha partecipato alla Coppa UEFA 2003-04. Nella successiva edizione ha superato il turno preliminare, giungendo poi ultimo nel Gruppo 8.

## Rosa 2008-2009
| N. |                     | Ruolo | Calciatore        |
| -- | ------------------- | ----- | ----------------- |
| -  | Bulgaria (bandiera) | P     | Anton Filipov     |
| -  | Bulgaria (bandiera) | G     | Kaloyan Dimitrov  |
| -  | Bulgaria (bandiera) | G     | Yavor Sofroniev   |
| -  | Bulgaria (bandiera) | G     | Todor Kamenov     |
| -  | Bulgaria (bandiera) | G     | Hristo Dimitrov   |
| -  | Bulgaria (bandiera) | G     | Valentin Stanchev |

## Palmarès
- Campionati bulgari: 2

2003, 2004